# 孔布法
孔布法（法語：Combefa，法語發音：[kɔ̃bfa]）是法国奥克西塔尼大区塔恩省的一个市镇，位于该省北部，属于阿尔比区。

## 地理
孔布法（44°3'18"N, 2°5'46"E）面积2.93 平方千米，位于法国奧克西塔尼大區塔恩省，该省份为法国南部内陆省份，北起顺时针与阿韦龙省、埃罗省、奥德省、上加龙省和塔恩-加龙省接壤。
与孔布法接壤的市镇（或旧市镇、城区）包括：莫内斯蒂耶、加博斯堡、圣伯努瓦德卡尔莫。
孔布法的时区为UTC+01:00、UTC+02:00（夏令时）。

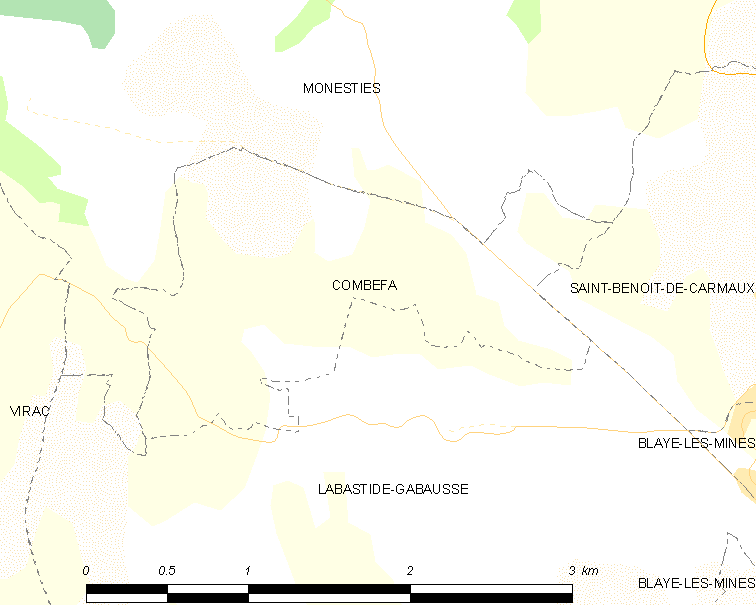
孔布法的OSM定位图

## 行政
孔布法的邮政编码为81640，INSEE市镇编码为81068。

## 政治
孔布法所属的省级选区为卡尔莫第二县。

## 人口

1962-2008年间孔布法人口变化图示

孔布法于2022年1月1日时的人口数量为197人。